# 金華市
金華市（きんかし）は、中華人民共和国浙江省に位置する地級市。気候は亜熱帯季節風気候に属し、四季がはっきりとしている。
金華ハムで名が知られている金華市は、豚のほか鶏や鴨も盛んに飼育されている。

## 気候
温暖湿潤気候(Cfa)に属し、年間平均気温は18°C。
- 気温 - 最高41.5°C（2013年8月9日）、最低-9.6°C（1977年1月6日）

| 金華市（1981-2010年）の気候                  | 金華市（1981-2010年）の気候 | 金華市（1981-2010年）の気候 | 金華市（1981-2010年）の気候 | 金華市（1981-2010年）の気候 | 金華市（1981-2010年）の気候 | 金華市（1981-2010年）の気候 | 金華市（1981-2010年）の気候 | 金華市（1981-2010年）の気候 | 金華市（1981-2010年）の気候 | 金華市（1981-2010年）の気候 | 金華市（1981-2010年）の気候 | 金華市（1981-2010年）の気候 | 金華市（1981-2010年）の気候 |
| 月                                           | 1月                         | 2月                         | 3月                         | 4月                         | 5月                         | 6月                         | 7月                         | 8月                         | 9月                         | 10月                        | 11月                        | 12月                        | 年                          |
| -------------------------------------------- | --------------------------- | --------------------------- | --------------------------- | --------------------------- | --------------------------- | --------------------------- | --------------------------- | --------------------------- | --------------------------- | --------------------------- | --------------------------- | --------------------------- | --------------------------- |
| 平均最高気温 °C （°F）                       | 9.5 (49.1)                  | 11.7 (53.1)                 | 15.9 (60.6)                 | 22.3 (72.1)                 | 27.2 (81)                   | 29.6 (85.3)                 | 34.3 (93.7)                 | 33.6 (92.5)                 | 29.0 (84.2)                 | 24.1 (75.4)                 | 18.4 (65.1)                 | 12.4 (54.3)                 | 22.3 (72.1)                 |
| 平均最低気温 °C （°F）                       | 2.6 (36.7)                  | 4.5 (40.1)                  | 8.0 (46.4)                  | 13.7 (56.7)                 | 18.6 (65.5)                 | 22.2 (72)                   | 25.7 (78.3)                 | 25.2 (77.4)                 | 21.4 (70.5)                 | 15.8 (60.4)                 | 10.0 (50)                   | 4.1 (39.4)                  | 14.3 (57.7)                 |
| 降水量 mm （inch）                           | 77.1 (3.035)                | 92.8 (3.654)                | 159.1 (6.264)               | 162.0 (6.378)               | 173.6 (6.835)               | 253.5 (9.98)                | 137.9 (5.429)               | 119.9 (4.72)                | 96.9 (3.815)                | 57.7 (2.272)                | 65.9 (2.594)                | 49.3 (1.941)                | 1,445.7 (56.917)            |
| 出典：中国气象局 国家气象信息中心 2014-01-01 |                             |                             |                             |                             |                             |                             |                             |                             |                             |                             |                             |                             |                             |

## 歴史
金華市は春秋時代は越国に属し、秦漢代は会稽郡の下に烏傷県が設置された。266年（宝鼎元年）、呉は郡名を東陽郡と改称され、金華への郡府建置はここに始まる。東陽郡は揚州に属し、その下部に長山県、烏傷県、永康県、呉寧県、豊安県、太末県、新安県、定陽県、平昌県の9県を管轄し、郡治は長山県に設置された。556年（紹泰2年）、梁は縉州を設置したが、562年（天嘉3年）に廃止、東陽郡は金華郡と改称され、金華の地名が初めて登場する。
593年（開皇13年）、隋朝は金華州を婺州に改称、607年（大業3年）には再び東陽郡が改めて設置された。621年（武徳4年）、東陽郡は婺州に改称され、信安県には衢州が新たに設置されている。742年（天宝元年）に一時婺州が東陽郡に戻されるが、758年に（乾元元年）に婺州に戻され宋元代まで沿襲された。1276年（至元13年）、州制が廃止され婺州路が設置されたが、1358年（至正18年）、朱元璋が婺州路を占拠すると寧越府と改称され、1360年（至正20年）に金華府とされた。明代では金華府は金華県、蘭谿県、東陽県、義烏県、永康県、武義県、浦江県、湯渓県の8県を管轄したことより八婺の異称を有すようになった。
1914年、中華民国は金華道を設置し、旧衢州、厳州府を管轄した。1927年に道制の廃止に伴い各県は浙江省直轄と改編された。1932年6月、浙江省県政監察専員弁事処第8区を金華に設置設置、9月には浙江省特区行政督察専員弁事処第六特区が設置された。
1949年9月、金華が中国共産党の勢力下に置かれると浙江省第八行政区が設置、翌月には金華専区と改称された。1955年3月には衢州専区が統合され、その後は杭州市、麗水市など隣接する行政区との管轄範囲の調整が実施されている。1968年4月、金華専区は金華地区に改編、1985年5月には金華地区が廃止となり、県級市であった金華市、衢州市を地級市に昇格させ、婺城区、蘭谿市、金華県、永康県、武義県、東陽県、磐安県、義烏県、浦江県の7県を管轄し、旧金華地区が管轄した竜游県、開化県、常山県、江山県は衢州市の管轄とされた。その後、義烏県、東陽県、永康県が県級市に昇格、2002年12月に金華県は金東区に改編され現在に至る。

## 行政区画
2市轄区・4県級市・3県を管轄する。
- 市轄区：婺城区・金東区
- 県級市：蘭谿市・義烏市・東陽市・永康市
- 県：武義県・浦江県・磐安県

| 金華市の地図                                                   |
| -------------------------------------------------------------- |
| 婺城区 金東区 武義県 浦江県 磐安県 蘭谿市 義烏市 東陽市 永康市 |

### 年表
この節の出典

#### 金華地区
- 1949年10月1日 - 中華人民共和国浙江省金華専区が成立。永康県・武義県・義烏県・浦江県・金華県・東陽県・湯渓県・磐安県・蘭谿県が発足。(9県)
- 1949年12月20日 (2市9県)
  - 金華県の一部が分立し、金華市が発足。
  - 蘭谿県の一部が分立し、蘭谿市が発足。
- 1950年4月3日 - 建徳専区建徳県・淳安県・寿昌県・遂安県を編入。(2市13県)
- 1950年5月15日 (13県)
  - 金華市が金華県に編入。
  - 蘭谿市が蘭谿県に編入。
- 1951年8月 - 蘭谿県の一部が寿昌県に編入。(13県)
- 1951年9月12日 - 金華県の一部が分立し、金華市が発足。(1市13県)
- 1952年1月19日 - 麗水専区縉雲県を編入。(1市14県)
- 1953年1月21日 - 諸曁県、臨安専区桐廬県・分水県を編入。(1市17県)
- 1953年5月21日 - 金華市が省直轄県級行政区となる。(17県)
- 1953年7月 - 衢州専区開化県の一部が遂安県に編入。(17県)
- 1954年11月15日 (18県)
  - 建徳県・淳安県・遂安県・分水県・桐廬県・寿昌県が建徳専区に編入。
  - 衢州専区衢県・江山県・竜游県・宣平県・松陽県・常山県・遂昌県を編入。
- 1955年3月 (18県)
  - 竜游県の一部(生塘徐村など5カ村)が蘭谿県に編入。
  - 蘭谿県の一部(兌門江村など5カ村)が竜游県に編入。
- 1956年10月30日 - 金華県の一部が金華市に編入。(18県)
- 1957年9月23日 - 諸曁県が寧波専区に編入。(17県)
- 1958年2月21日 - 金華市を編入。(1市17県)
- 1958年4月11日 - 宣平県が武義県、温州専区麗水県に分割編入。(1市16県)
- 1958年9月5日 - 湯渓県が金華県・蘭谿県・竜游県に分割編入。(1市15県)
- 1958年10月18日 - 江山県の一部が江西省上饒専区玉山県に編入。(1市15県)
- 1958年11月 - 蘭谿県・竜游県の各一部が金華県に編入。(1市15県)
- 1958年11月21日 (1市11県)
  - 磐安県が東陽県に編入。
  - 武義県が永康県に編入。
  - 松陽県が遂昌県に編入。
  - 常山県が衢県に編入。
- 1958年12月22日 - 建徳専区桐廬県・開化県・建徳県・淳安県を編入。(1市15県)
- 1960年1月7日 (1市13県)
  - 浦江県が義烏県・蘭谿県に分割編入。
  - 竜游県が衢県に編入。
- 1960年8月15日 - 桐廬県が杭州市富陽県と合併し、杭州市桐廬県となる。(1市12県)
- 1961年12月15日 (1市14県)
  - 永康県の一部が温州専区麗水県の一部と合併し、武義県が発足。
  - 衢県の一部が分立し、常山県が発足。
- 1962年12月22日 - 金華市が金華県に編入。(14県)
- 1963年5月9日 (10県)
  - 遂昌県・縉雲県が麗水専区に編入。
  - 建徳県・淳安県が杭州市に編入。
- 1966年12月22日 - 義烏県の一部が分立し、浦江県が発足。(11県)
- 1978年9月16日 - 金華専区が金華地区に改称。(11県)
- 1979年9月10日 (2市11県)
  - 金華県の一部が分立し、金華市が発足。
  - 衢県の一部が分立し、衢州市が発足。
- 1981年1月14日 (2市9県)
  - 金華県が金華市に編入。
  - 衢県が衢州市に編入。
- 1983年7月13日 - 東陽県の一部が分立し、磐安県が発足。(2市10県)
- 1983年9月13日 - 衢州市・金華市の各一部が合併し、竜游県が発足。(2市11県)
- 1985年5月15日
  - 金華市が地級市の金華市に昇格。
  - 衢州市が地級市の衢州市に昇格。
  - 永康県・武義県・東陽県・磐安県・義烏県・浦江県・蘭谿県が金華市に編入。
  - 竜游県・開化県・常山県・江山県が衢州市に編入。

#### 金華市
- 1985年5月15日 - 金華地区金華市が地級市の金華市に昇格。婺城区・金華県が成立。(1区1市7県)
  - 金華地区永康県・武義県・東陽県・磐安県・義烏県・浦江県・蘭谿県を編入。
  - 蘭谿県が市制施行し、蘭谿市となる。
- 1988年5月25日 (1区3市5県)
  - 義烏県が市制施行し、義烏市となる。
  - 東陽県が市制施行し、東陽市となる。
- 1992年8月24日 - 永康県が市制施行し、永康市となる。(1区4市4県)
- 2000年12月30日 (2区4市3県)
  - 金華県・婺城区の各一部が合併し、金東区が発足。
  - 金華県の残部が婺城区に編入。

## 交通

### 鉄道
- 中国国家鉄路集団

市の代表駅は金華駅で、滬昆線、滬昆旅客専用線、金温線、金千線、甬金線の列車が発着する。当駅と省都の杭州東駅の間は高速列車で1時間、上海虹橋駅の間は2時間である。
- 金華軌道交通
  - 金華軌道交通義東線
  - 金華軌道交通金義線

### 道路
- 杭金衢高速公路
- 甬金高速公路
- 金麗温高速公路
- G330国道

### 空路
- 義烏空港

## 観光
- 延福寺：福田寺として927年に創建された寺。南宋紹熙年間に延福寺と改称。武義県にある。全国重点文物保護単位である。
- 金華建築芸術公園
- 義烏国際商貿城
- 古月橋
- 横店影視城：世界最大級の映画スタジオで、5A級観光地[5]。

## 文化

### 伝統行事
- 湖頭狗肉節（犬肉祭り）[6]： 毎年10月に金華市で行われる行事で600年続いた歴史と伝統がある[7]。新華社による報告では、行事は1980年代に近代的なものに変わったが、犬肉を食す文化は伝統として根付いているとのこと。また数年前からは、犬肉が新鮮かつ安全であることを示すため、公衆の面前で犬を解体することも行われていたという。しかし、残酷だとの批判を受けて[8]2011年に中止になった[7]。

## 姉妹都市

### 中国国外
- 日本 栃木県栃木市：1990年姉妹都市締結
- 南アフリカ 東ケープ州バッファローシティー (南アフリカ)
- ドイツ デューレン
- オーストリア ホラブルム
- フィンランド 南スオミ州キュメンラークソ県コウヴォラ

### 中国
- 山東省威海市
- 甘粛省定西市
- 広西チワン族自治区崇左市
- 広西チワン族自治区百色市

## 出身人物
- 許昱華 - チェス選手
- 黄賓虹 - 画家
- 謝春花 - シンガーソングライター
- 兪孔堅 - ランドスケープアーキテクト